# Plagiognathus rosicoloides
Plagiognathus rosicoloides är en insektsart som beskrevs av Schuh 2001. Plagiognathus rosicoloides ingår i släktet Plagiognathus och familjen ängsskinnbaggar. Inga underarter finns listade i Catalogue of Life.